# Saufajim
Saufajim (em árabe: سوفاجين; romaniz.: Sawfajjin) foi um dos distritos da Líbia, com capital em Bani Ualide. Foi criada em 1987, com a reorganização do território líbio, e contabilizou-se 45 195 residentes naquele ano. Segundo o censo de 1995, havia 76 401 residentes. Com a reorganização do território líbio em 1995, foi abolida e substituída, ainda nesse ano ou em 1998, pelo distrito de Bani Ualide.